# Ru du Merdereau
Ne doit pas être confondu avec Merdereau.
Le ru du Merdereau est un ruisseau et un affluent de la Marne et donc un sous-affluent de la Seine. Il arrose les deux communes d'Émerainville, où il prend sa source, et Champs-sur-Marne, où il se jette dans la Marne.

## Géographie
Le ru du Merdereau prend sa source à l'extrême est de la forêt régionale de Célie, à Émerainville. Le ruisseau traverse un premier étang dans cette forêt, puis un second au niveau de Malnoue. Il parvient ensuite à l'étang de la Haute-Maison après avoir franchi l'autoroute A4. Le ruisseau traverse ensuite l'étang de Bailly, le bois de Grâce, longe le parc de Champs-sur-Marne et la base de loisirs, avant de se jeter dans la Marne.

## Communes traversées
Dans le sens amont vers aval :
- Emerainville
- Champs-sur-Marne

## Affluents
Le ru du Merdereau a un affluent répertorié : le canal 02 de la commune d'Émerainville. Long de 1,71 km, il prend sa source dans la forêt de Célie, à Émerainville avant de se jeter dans le Merdereau.

## Histoire
Le ru du Merdereau a subi de nombreuses modifications ces dernières décennies en raison de la forte urbanisation de la zone. Le ru du Merdereau est l'appellation que l'on peut trouver sur les cartes IGN, mais son nom officiellement enregistré dans la base de données SANDRE est « Cours d'Eau 01 de la Commune de Champs-sur-Marne »

## Culture
Le ruisseau sert d'étape d'une course d'orientation effectuée chaque année par l'École Nationale des Sciences Géographiques (ENSG).